# Fireflies
«Fireflies» (светлячки) — дебютный сингл Owl City (электропоп-проект Адама Янга) с альбома Ocean Eyes. В записи сингла принял участие вокалист группы Relient K Мэтт Тиссен. Сингл завоевал мировой успех, возглавив чарты США, Австралии, Бельгии, Дании, Ирландии, Швеции, Норвегии, Великобритании и Нидерландов.

## Видеоклип
...светлячки из заглавия песни также служат в качестве метафоры потери непосредственного, присущего ребёнку воображения и изумления при переходе во взрослую жизнь. -Мэтт Тиссен
Режиссёром видеоклипа «Fireflies» стал Стив Гувер. В нём Адам Янг играет на электро-органе в комнате, переполненной игрушками, которые во время видеоклипа оживают.

## Список композиций
Европа (CD сингл)
1. «Fireflies» — 3:48
2. «Hot Air Balloon» — 3:35[5]

США (CD промо)
1. «Fireflies» — 3:48[6]

## Позиции в чартах
Песня дебютировала в Billboard Hot 100 в начале сентября на 97 месте и через 10 недель добралась до первого места. Популярность «Fireflies» способствовала увеличению продаж всего альбома Ocean Eyes, в результате он вошёл в чарт Billboard 200. В общегодовом чарте Billboard песня заняла 60-е место. В июне 2010 года RIAA присвоила «Fireflies» статус трижды-платинового сингла, а британская BPI присвоила синглу статус Платинового.
В Великобритании сингл продержался на первом месте три недели подряд.
Также «Fireflies» заняла первые места в чартах Австралии, Ирландии, Дании, Швеции, Нидерландов (в течение 10 недель) и вошла в топ 10 в Австрии, Бельгии, Канаде, Польше, Финляндии, Германии, Японии, Новой Зеландии, Норвегии, Португалии и Швейцарии.

### Чарты
| Чарт (2009/2010)                       | Лучший результат |
| -------------------------------------- | ---------------- |
| Италия                                 | 1                |
| Австралия — ARIA Chart                 | 1                |
| Дания                                  | 1                |
| Великобритания                         | 1                |
| Швеция                                 | 1                |
| Австрия                                | 2                |
| Бельгия (Flanders)                     | 2                |
| Норвегия                               | 2                |
| Новая Зеландия                         | 2                |
| Чехия                                  | 2                |
| Польша — Polish Airplay Chart          | 2                |
| Нидерланды                             | 3                |
| Франция — French Airplay Chart         | 3                |
| Швейцария                              | 4                |
| Бельгия (Wallonia)                     | 4                |
| Финляндия                              | 7                |
| Франция — French Digital Singles Chart | 7                |
| Словакия — IFPI Top 100                | 8                |
| Испания                                | 33               |
| Billboard Billboard Hot 100            | 1                |
| Billboard Hot Adult Top 40 Tracks      | 1                |

### Годовой чарт
| End of year chart (2009) | Position |
| ------------------------ | -------- |
| Australian Singles Chart | 79       |
| U.S. Billboard Hot 100   | 60       |

## Статус и продажи
| Страна         | Статус       | Продажи    |
| -------------- | ------------ | ---------- |
| США            | 3хПлатиновый | 3,000,000+ |
| Великобритания | Платиновый   | 600,000+   |
| Австралия      | 4хПлатиновый | 280,000+   |
| Новая Зеландия | Платиновый   | 15,000+    |
| Дания          | Платиновый   | 15,000+    |

| Страна         | Дата            | Лейбл              | Формат               |
| -------------- | --------------- | ------------------ | -------------------- |
| США            | 14 июля 2009    | Universal Republic | Цифровая дистрибуция |
| Австралия      | 9 ноября 2009   | Universal Republic | CD-сингл             |
| Великобритания | 8 января 2010   | Universal Republic | Цифровая дистрибуция |
| Великобритания | 22 февраля 2010 | Universal Republic | CD-сингл             |
| Ирландия       | 14 января 2010  | Universal Republic | Цифровая дистрибуция |
| Польша         | 16 января 2010  | Universal Republic | CD-сингл             |
| Германия       | 22 января 2010  | Universal Republic | CD-сингл             |

| Предшественник: "Down" - Jay Sean featuring Lil Wayne | US Billboard Hot 100 Синглы №1 7 ноября 2009 — 14 декабря 2009 | Преемник: "Whatcha Say" - Джейсон Деруло |

| Предшественник: "Whatcha Say" - Джейсон Деруло | US Billboard Hot 100 Синглы №1 21 ноября 2009 — 28 декабря 2009 | Преемник: "Empire State of Mind" - Jay-Z and Alicia Keys |